# Чемпионат СССР по водному поло 1973
XXXIII чемпионат СССР по водному поло (XXIX чемпионат для клубных команд) проходил с 3 апреля по 6 ноября 1973 года. Победителем турнира стала команда МГУ.

## Общая информация
Чемпионат прошёл по формуле, аналогичной прошлогодней: 10 команд первой группы класса «А» сыграли в два круга в шести городах. Обладатели золотых и серебряных медалей определились в последнем туре. Команда МГУ на одно очко опередила в турнирной таблице ЦВСК ВМФ и во второй раз подряд стала чемпионом СССР. Через месяц после завершения национального первенства подопечные Михаила Рыжака подтвердили свой высокий класс, одержав первую в истории советского водного поло победу в Кубке европейских чемпионов, финальный турнир которого, как и заключительные игры чемпионата страны, проходил в московском бассейне ЦСКА.
Бронзовые медали чемпионата впервые выиграло киевское «Динамо». Высшего результата за всё время участия в союзных чемпионатах добился волгоградский «Спартак», занявший 6-е место.
Победителями соревнований во второй группе стали московское «Торпедо» и харьковское «Динамо». Они получили право выступать в сильнейшем дивизионе, который со следующего сезона был расширен до 12 команд.

## Турнирная таблица
|                          | 1       | 2       | 3       | 4       | 5       | 6       | 7       | 8       | 9       | 10      | И  | В  | Н | П  | М     | О  |
| ------------------------ | ------- | ------- | ------- | ------- | ------- | ------- | ------- | ------- | ------- | ------- | -- | -- | - | -- | ----- | -- |
| 1. МГУ (Москва)          |         | 5:4 4:5 | 6:5 4:2 | 3:2 2:2 | 3:3 6:5 | 8:4 6:3 | 6:3 4:1 | 6:2 4:4 | 4:2 8:4 | 7:3 9:2 | 18 | 14 | 3 | 1  | 95:56 | 31 |
| 2. ЦВСК ВМФ (Москва)     | 4:5 5:4 |         | 5:4 4:4 | 3:2 6:4 | 4:4 9:4 | 5:5 9:4 | 8:4 5:2 | 4:2 4:3 | 4:4 7:4 | 5:4 8:3 | 18 | 13 | 4 | 1  | 99:66 | 30 |
| 3. «Динамо» (Киев)       | 5:6 2:4 | 4:5 4:4 |         | 2:3 3:3 | 6:2 6:3 | 7:4 5:4 | 7:4 3:1 | 4:3 6:6 | 4:2 2:2 | 5:1 3:2 | 18 | 10 | 4 | 4  | 78:59 | 24 |
| 4. «Динамо» (Москва)     | 2:3 2:2 | 2:3 4:6 | 3:2 3:3 |         | 4:3 6:5 | 4:3 2:3 | 5:5 4:5 | 7:4 2:1 | 5:3 8:6 | 4:0 7:5 | 18 | 10 | 3 | 5  | 74:62 | 23 |
| 5. «Балтика» (Ленинград) | 3:3 5:6 | 4:4 4:9 | 2:6 3:6 | 3:4 5:6 |         | 2:3 5:5 | 4:2 5:6 | 5:2 5:5 | 5:4 7:7 | 8:3 5:3 | 18 | 5  | 5 | 8  | 80:84 | 15 |
| 6. «Спартак» (Волгоград) | 4:8 3:6 | 5:5 4:9 | 4:7 4:5 | 3:4 3:2 | 3:2 5:5 |         | 4:4 4:2 | 6:6 2:5 | 2:4 5:2 | 6:3 5:5 | 18 | 5  | 5 | 8  | 72:84 | 15 |
| 7. ККФ (Баку)            | 3:6 1:4 | 4:8 2:5 | 4:7 1:3 | 5:5 5:4 | 2:4 6:5 | 4:4 2:4 |         | 6:4 2:5 | 1:3 5:5 | 2:1 7:6 | 18 | 5  | 3 | 10 | 62:83 | 13 |
| 8. «Динамо» (Алма-Ата)   | 2:6 4:4 | 2:4 3:4 | 3:4 6:6 | 4:7 1:2 | 2:5 5:5 | 6:6 5:2 | 4:6 5:2 |         | 5:6 5:5 | 4:4 5:2 | 18 | 3  | 6 | 9  | 71:80 | 12 |
| 9. «Динамо» (Тбилиси)    | 2:4 4:8 | 4:4 4:7 | 2:4 2:2 | 3:5 6:8 | 4:5 7:7 | 4:2 2:5 | 3:1 5:5 | 6:5 5:5 |         | 4:5 2:2 | 18 | 3  | 6 | 9  | 69:84 | 12 |
| 10. «Динамо» (Львов)     | 3:7 2:9 | 4:5 3:8 | 1:5 2:3 | 0:4 5:7 | 3:8 3:5 | 3:6 5:5 | 1:2 6:7 | 4:4 2:5 | 5:4 2:2 |         | 18 | 1  | 3 | 14 | 54:96 | 5  |

## Матчи
Ленинград, бассейн СКА

3 апреля
- ЦВСК ВМФ — «Динамо» Лв — 5:4
- «Динамо» К — «Балтика» — 6:2

4 апреля
- ЦВСК ВМФ — «Балтика» — 4:4
- «Динамо» Лв — «Динамо» Тб — 5:4

5 апреля
- «Балтика» — «Динамо» Тб — 5:4
- ЦВСК ВМФ — «Динамо» К — 5:4

6 апреля
- «Балтика» — «Динамо» Лв — 8:3
- «Динамо» К — «Динамо» Тб — 4:2

7 апреля
- «Динамо» К — «Динамо» Лв — 5:1
- ЦВСК ВМФ — «Динамо» Тб — 4:4

Баку, бассейн СКА

3 апреля
- МГУ — «Динамо» М — 3:2
- ККФ — «Динамо» А-А — 6:4

4 апреля
- ККФ — «Динамо» М — 5:5
- МГУ — «Спартак» — 8:4

5 апреля
- «Спартак» — ККФ — 4:4
- «Динамо» М — «Динамо» А-А — 7:4

6 апреля
- «Спартак» — «Динамо» А-А — 6:6
- МГУ — ККФ — 6:3

7 апреля
- МГУ — «Динамо» А-А — 6:2
- «Динамо» М — «Спартак» — 4:3

Волгоград, бассейн «Спартак»

24 апреля
- МГУ — «Динамо» Лв — 7:3
- «Балтика» — ККФ — 4:2
- «Динамо» Тб — «Спартак» — 4:2
- «Динамо» К — «Динамо» А-А — 4:3
- ЦВСК ВМФ — «Динамо» М — 3:2

25 апреля
- «Динамо» К — ККФ — 7:4
- ЦВСК ВМФ — «Динамо» А-А — 4:2
- «Динамо» М — «Динамо» Тб — 5:3
- «Спартак» — «Динамо» Лв — 6:3
- «Балтика» — МГУ — 3:3

26 апреля
- «Динамо» Тб — «Динамо» А-А — 6:5
- «Динамо» М — «Динамо» Лв — 4:0
- «Спартак» — «Балтика» — 3:2
- МГУ — «Динамо» К — 6:5
- ЦВСК ВМФ — ККФ — 8:4

28 апреля
- «Динамо» М — «Балтика» — 4:3
- «Динамо» К — «Спартак» — 7:4
- МГУ — ЦВСК ВМФ — 5:4
- «Динамо» Тб — ККФ — 3:1
- «Динамо» А-А — «Динамо» Лв — 4:4

29 апреля
- ЦВСК ВМФ — «Спартак» — 5:5
- ККФ — «Динамо» Лв — 2:1
- «Балтика» — «Динамо» А-А — 5:2
- «Динамо» М — «Динамо» К — 3:2
- МГУ — «Динамо» Тб — 4:2

Алма-Ата, бассейн Центрального стадиона

3 октября
- «Динамо» А-А — ККФ — 5:2
- МГУ — «Динамо» М — 2:2

4 октября
- ККФ — «Динамо» М — 5:4
- МГУ — «Спартак» — 6:3

5 октября
- «Динамо» М — «Динамо» А-А — 2:1
- «Спартак» — ККФ — 4:2

6 октября
- МГУ — ККФ — 4:1
- «Динамо» А-А — «Спартак» — 5:2

7 октября
- «Динамо» А-А — МГУ — 4:4
- «Спартак» — «Динамо» М — 3:2

Тбилиси, зимний плавательный бассейн

3 октября
- ЦВСК ВМФ — «Динамо» Лв — 8:3
- «Динамо» К — «Балтика» — 6:3

4 октября
- ЦВСК ВМФ — «Балтика» — 9:4
- «Динамо» Тб — «Динамо» Лв — 2:2

5 октября
- «Динамо» К — ЦВСК ВМФ — 4:4
- «Балтика» — «Динамо» Тб — 7:7

6 октября
- «Балтика» — «Динамо» Лв — 5:3
- «Динамо» Тб — «Динамо» К — 2:2

7 октября
- «Динамо» К — «Динамо» Лв — 3:2
- ЦВСК ВМФ — «Динамо» Тб — 7:4

Москва, бассейн ЦСКА

1 ноября
- МГУ — «Динамо» Лв — 9:2
- ККФ — «Балтика» — 6:5
- «Динамо» К — «Динамо» А-А — 6:6
- «Спартак» — «Динамо» Тб — 5:2
- ЦВСК ВМФ — «Динамо» М — 6:4

2 ноября
- «Динамо» К — ККФ — 3:1
- ЦВСК ВМФ — «Динамо» А-А — 4:3
- «Спартак» — «Динамо» Лв — 5:5
- «Динамо» М — «Динамо» Тб — 8:6
- МГУ — «Балтика» — 6:5

3 ноября
- «Динамо» А-А — «Динамо» Тб — 5:5
- «Динамо» М — «Динамо» Лв — 7:5
- ЦВСК ВМФ — ККФ — 5:2
- «Балтика» — «Спартак» — 5:5
- МГУ — «Динамо» К — 4:2

5 ноября
- «Динамо» К — «Спартак» — 5:4
- ККФ — «Динамо» Тб — 5:5
- «Динамо» А-А — «Динамо» Лв — 5:2
- «Динамо» М — «Балтика» — 6:5
- ЦВСК ВМФ — МГУ — 5:4

6 ноября
- ЦВСК ВМФ — «Спартак» — 9:4
- ККФ — «Динамо» Лв — 7:6
- «Динамо» А-А — «Балтика» — 5:5
- «Динамо» К — «Динамо» М — 3:3
- МГУ — «Динамо» Тб — 8:4

## Призёры
МГУ: Сергей Бондаренко, Александр Древаль, Александр Зеленцов, Александр Кабанов, Владимир Ковель, Николай Мельников, Юрий Митянин, Нугзар Мшвениерадзе, Валерий Пушкарёв, Виталий Романчук, Леонид Тищенко. Тренер — Михаил Рыжак.
 ЦВСК ВМФ: Анатолий Акимов, Владимир Акимов, Вадим Гуляев, Александр Долгушин, Сергей Елисеев, Владимир (Вадим) Жмудский, Евгений Котельников, Леонид Осипов, Александр Шидловский, Анатолий Шуберт, Андрей Фролов. Тренер — Владимир Семёнов.
 «Динамо» (Киев): Алексей Баркалов, Георгий Бондаренко, Сергей Боржковский, Александр Войтович, Владимир Данько, Александр Захаров, Иосиф Земцов, Владимир Коваленко, Валерий Сергеев, Валерий Силантьев, Дмитрий Шарапов. Тренер — Михаил Авдеев.